# 스페셜포스 2
《스페셜포스 2》(Special Force 2)는 드래곤플라이의 1인칭 슈팅 게임으로 스페셜포스의 후속작이다. 에픽게임스의 기술지원을 받아 언리얼 엔진 3로 개발되었다.
2010년 11월 10일 NHN 재팬과 일본 판권 계약을 채결하여, 2011년부터 3년간 배급될 예정이다.
2011년 4월 21일 알파테스트를 진행하였다
2011년 7월 28일부터 7월 31일까지 오픈 리허설을 진행하였으며 2011년 8월 11일 오후 3시에 진행할 예정이였으나, 예상치 못한 오류가 생겨 오후 5시에 정식 서비스를 시작하였다.
스폐셜포스2는 여러 모드가 있다. 현실성을 추구하는 하드코어 모드가 있으며, (데미지가 9.5배이며 체력,총알 수,지도가 보이지 않는다.)
외계인으로 차별을 둔 AI모드가 있다.

## 캐릭터

### SP
- 델타
- 가페
- SAS
- 스페츠나츠
- GIGN
- UDT
- Jin

### 캐쉬
- Black Security
- 블랙 맘바
- GROM
- Delta Scout
- Eagle Eye
- Jacky
- GAFE Armored Unit
- GIGN Riot Guard Unit
- SAS Mobility Troop
- Spetsnaz Vympel
- Kelly
- Max
- Night Fox
- Sakura
- UDT Counter Terror
- Sakura Summer
- Maya
- KSK
- Snow White
- 치어리더
- Desert Sand
- Gothloli
- Siniga
- VOB
- Sky

### 구매불가
- Amor (PC방 전용 캐릭터)
- Xiah (삭제)
- Santa 용병 패키지 (Rage Gear, Aegis Gear) (삭제)
- GIGN White Night (삭제)
- Eagle Eye White (삭제)
- Remy (2016년 12월 20일 이벤트로 얻을 수 있는 기간제 캐릭터)

## 미션/맵

### 폭파
- 스테이션
- 데저트캠프
- 발전소
- 피스호크
- 대사관
- 미사일
- 위성
- 정비소
- 모스크
- 고스트타운
- 드론
- 로켓

### 탈취
- 아나콘다:섹터7
- 바이오랩
- 스카이라인
- 료칸
- 병원
- 너브가스
- 세이프하우스
- 솔라타워
- 고궁박물관

### 탈출
- 대성당
- 공사장
- 상하이
- 교도소
- 프로방스
- 수향
- 잠수함기지

### 팀데스매치
- 격납고
- 로스트템플
- 댐
- 팜하우스
- 베이스캠프
- 팩토리
- 모가디슈
- 백야
- 캐슬

### 돌파
- 브릿지

### 점령
- 헤비레인
- 케논

### 생존
- 다운타운

### 맨헌트
- 러시안 팩토리
- 야간 공사장

### 글라스
- 헥사
- 헥사리그
- 헥사리그2

### 디펜스
- 스퀘어

### 저격 포인트 전
- 왕의 사원
- 리버사이드
- 체크메이트
- 스카이워커

## 무기

### 주무기

#### 돌격소총
- AK103
- HK417

1. HK417 MOD 1A
2. HK417 MOD 1A RW
3. HK417 MOD 2A
4. HK417 MOD 2A Eotech
5. HK417 MOD 3A
6. HK417 MOD 3A Reflex

- M4A1

1. M4A1-SOP MOD1
2. M4A1-SOP MOD1 Aimpoint
3. M4A1-SOP MOD2
4. M4A1-SOP MOD2 Opendot
5. M4A1-SOP MOD3
6. M4A1-SOP MOD3 Eotech

- K2
- FAMAS
- SCAR-H

1. SCAR-H DMR

- AUG A3
- SIG551
- M14 EBR
- QBZ97
- SCAR-L

1. SCAR-L MOD 1A
2. SCAR-L MOD 2A
3. SCAR-L MOD 2 Eotech

- Type 89
- XM8

1. XM8 CC Reflex
2. XM8 CC RW
3. XM8 Compact carbin
4. XM8 AR Reflex
5. XM8 AR RW
6. XM8 Automatic Rifle

- M16A3
- GALIL
- AN-94
- G36C
- T65 K2
- ACR
- AK104
- CAT
- SAR-21
- ARX160

1. ARX160 Acog
2. ARX160 Acog laserpoint
3. ARX160 OpenDot
4. ARX160 OpenDot laserpoint

- STG44
- M4A1 Rare Sight
- F2000

#### 저격소총
- CZ700
- PSG-1
- AWP
- CheyTac M200
- SR-25
- Dragunov SVD
- FR-F2
- M40A1
- Barrett M82
- TRG
- K14
- Kar98K
- FNAR

#### 경기관총
- HK23E
- L86A1
- M249 SPW
- K3
- RPK 74
- MG4
- Ultimax

#### 기관단총
- P90
- MP5K
- MP7A1
- KRISS Super V
- UMP45
- SCORPION
- PP-2000
- CS/LS06
- Bizon
- K1
- MP40
- SIG MPX
- CZ3A1

#### 산탄총
- Benelli M4
- Remington M870
- AA-12
- SAIGA12
- Kel-Tec KSG
- M870 Classic

### 보조무기

#### 권총 (SP)
- Beretta M92FS
- INFINITY
- CZ75BD
- Sig P226
- Glock 17
- Beretta M92FS Dual
- Desert Eagle
- 44magnum
- Glock 17Full Auto
- K5

#### 권총 (캐쉬)
- P7M13
- Colt M1911
- Luger

#### 권총 (구매불가)
- Jericho 941
- S&W M60 Revolver

### 특수무기
- Crossbow
- KuKriKnife
- TACTICAL KNIFE
- Tomahawk
- RPG-7
- Compositebow
- Metal Hammer
- Toy Hammer
- Throwing Star

### 투척무기
- M18
- M67
- M84
- Tear Gas

## 프로리그
2009년 2월 프로리그를 출범하여 2012년 9월까지 계속하였다.

## 같이 보기
- 스페셜포스

## 인용
1. ↑  김광택 (2009년 2월 19일). “드래곤플라이, FPS 전문포털 구상중”. 디스이즈게임. 2011년 10월 25일에 확인함.[깨진 링크(과거 내용 찾기)]
2. ↑  안일범 (2010년 11월 24일). “경향게임스: 열도를 향해 쏴라! '스포2' 일본 진출'” (신문) (457): 60.